# Международен помощен език
Международен помощен език (също и спомагателен) е език служещ за общуването между хора от различни краища на света, които не споделят общ роден език. Помощните езици обикновено не са майчини и съответно се изучават като чужди.
Езиците на господстващите общества през вековете са служили като помощни езици, понякога достигащи и международна известност. Например латинският, гръцкият и Средиземноморската лингва франка са били използвани в миналото, а езици като арабски, английски, френски, стандартен китайски, руски и испански биват употребявани по този начин в по-ново време в различни части от света. Но тъй като тези езици продължават да се свързват с господстващото положение – както културно, така и политико-икономическо –, което именно ги е направило известни на първо време, те често се превръщат в обект на силно съпротивление. По тази причина, мнозина считат поощряването на изкуствени или съградени езици като възможно, и навярно по-добро, решение.
Терминът „помощен“ съдържа в себе си предположението, че езикът ще бъде допълнителен за всички по света и няма за цел да замени техните родни езици. Често това словосъчетание се използва във връзка с планирани или изкуствени езици, които първоначално са били предложени именно с основната цел да улеснят общуването между народите, като например есперанто, идо и интерлингва. Въпреки това, изразът може да се отнася и до идеята, подобен език да бъде избран чрез пълно международно съгласие, не изключвайки дори възможността за използване на стандартизирана форма на произволен естествен език (напр. международен английски), и още бива свързано с проекта за изграждане на всеобщ език.